# یوهان هرمان وسل
یوهان هرمان وسل (نروژی: Johan Herman Wessel؛ ۶ اکتبر ۱۷۴۲ – ۲۹ دسامبر ۱۷۸۵) شاعر، طنزپرداز و نمایشنامه نویس قرن هجدهم؛ با ملیتی دانمارکی-نروژی بود. ویژگی کارهای نوشتاری وی استفاده از تمسخر و شوخ‌طبعی هجوآمیز است.

## زندگی‌نامه
یوهان وسل در وستبی در آکرهوس، نروژ متولد و بزرگ شد. او پسر جوناس وسل (۱۷۰۷–۱۷۸۵) و هلن ماریا شوماخر (۱۷۱۵–۱۷۸۹) بود. پدرش کشیش ناحیه بود. وی یکی از سیزده فرزند خانواده بود. برادران کوچکتر وی شامل ریاضیدان کاسپار وسل (۱۸۱۸–۱۷۴۵) و حقوقدان اوله کریستوفر وسل (۱۷۹۴–۱۷۴۴)؛ خواهر شوهر وی مارن ژول صاحب زمین (۱۷۱۵–۱۷۴۹)؛ و پیتر توردنسکیلد قهرمان دریایی (۱۷۲۰–۱۶۹۰) عموی بزرگ وی بود.
یوهان وسل در سال ۱۷۵۷ وارد مدرسه کلیسای جامع اسلو شد و در سال ۱۷۶۱ تحصیلات خود را در دانشگاه کپنهاگ ادامه داد. در دانشگاه، وی زبانهای خارجی را تحصیل کرد. یوهان وسل، بعداً به عنوان معلم خصوصی و مترجم امرار معاش می‌کرد. او بیشتر زندگی خود را تا حدودی بوهمی در کپنهاگ سپری کرد. وابسته به مشغله کاری و گاه به علت ضعف سلامتی، در اثر می‌گساری؛ وسل در زمان خود به مرکز توجه محافل فرهنگی نروژ تبدیل شده بود.

## زندگی شخصی
یوهان هرمان وسل در سال ۱۷۸۰، با آنا کاتاریا بوکیر (۱۷۱۸–۱۸۱۳) ازدواج کرد. در سال ۱۷۸۱، آنها صاحب پسری به نام جوناس وسل شدند. یوهان هرمان وسل در ۴۳ سالگی در کپنهاگ درگذشت و در قبرستان کلیسای ترینیتیس به خاک سپرده شد.

## آثار
شعرها و نمایشنامه‌های وسل اغلب طنز است. سبک ادبی او استادانه و در عین حال ظریف و شوخ است. ژانر دیگری که او برآن تسلط داشت،
تقریظ بود. اشعار او غالباً گستاخ و انتقادی هستند. یک اثر بسیار معروف او روایت آهنگر و نانوا است. متأسفانه آثار یوهان هرمان وسل کمتر به فارسی ترجمه شده‌اند.

## خلاصه داستان آهنگر و نانوا

آهنگر در «آهنگر و نانوا» که توسط کیتلسن در سال ۱۸۹۱ طراحی شده‌است.

روزگاری در دهکده کوچکی آهنگری زندگی می‌کرد. آهنگر مرد بداخلاقی بود و آدمهای بداخلاق همیشه دشمنی دارند. یک روز مرد آهنگر در مهمانخانه دهکده با حریفی روبرو شد. هر دو مست بودند و به هم زخم زبان می‌زدند. آهنگر که عصبانی شده بود مشتی حوالی حریف می‌کند. حریف به زمین افتاده و به سرش ضربه ای خورده و جان می‌دهد. داروغه سر می‌رسد و آهنگر را پیش قاضی می‌برد. در حضور قاضی آهنگر به کرده خویش اعتراف می‌کند. آهنگر اظهار پشیمانی کرده و می‌گوید که امیدوار است که قربانی در روز قیامت، گناه او را ببخشد.
در این هنگام، قبل از آنکه حکمی صادر شده باشد ۴ نفر از ریش سفیدان دهکده اجازه ملاقات با قاضی را می‌خواهند. قاضی دستور تنفس می‌دهد تا حرف ریش سفیدان را بشنود. یکی از ریش سفیدان به نمایندگی از دیگران می‌گوید: جناب قاضی، شکی نیست که شما خیرخواه اهالی هستید. اما رفاه حال اهالی در گروی خدمات این آهنگر است.
قاضی می‌گوید: ولی این آهنگر یک قاتل است و باید مجازات شود.
رشید سفید می‌گوید: قربان با این حال با مجازات آهنگر، مقتول زنده نمی‌شود.
قاضی می‌گوید: جان یک انسان بی گناه گرفته شده‌است و قانون می‌گوید، جان در مقابل جان!
ریش سفید جواب می‌دهد: البته قانون لازم الاجراست. اما نکته اینجاست که در این دهکده و اطراف، هیچ آهنگر دیگری وجود ندارد. در حالی که در همین دهکده در عوض، دو نانوا داریم که دائماً در حال رقابت با یکدیگرند. شما می‌دانید که برای دهکده ما یک نانوا کافی است. آیا بهتر نیست، یکی از این دو نانوا اعدام شود تا هم منافع دهکده حفظ شود و هم قانون اجرا شده باشد؟
قاضی مدتی فکر کرده و سرانجام می‌گوید: البته اعدام آهنگر دراین شرایط، خلاف حکم عقل است. حال که عقلای شهر همه متفق القول هستند. یکی از دو نانوا را برای مجازات انتخاب کنید تا نه جنایت بی مکافات بماند و نه دهکده بدون آهنگر!